# 써티콤
써티콤(Certicom)은 미국의 보안회사이다. 타원곡선암호와 관련된 원천 기술을 가지고 있다.